# 交互式叙事
交互式叙事 (也称为交互式戏剧) 是一种故事情节不是预先设定好的数字娱乐形式。 作者一般只创建设定，人物和叙述必须解决的情境，用户(也是读者或玩家)可以根据他们与故事世界的互动体验到一个独特的故事。 交互式叙事项目的架构一般包括一个戏剧管理器，一个用户模型和一个代理模型，分别用于产生叙事，玩家的独特性，以及角色的知识和行为。 综合运用这些系统生成的角色可以像"人类"一样展开行动，根据与玩家的互动实时改变游戏世界，并确保新的叙事事件合理地展开。
交互式叙事涵盖许多不同的研究领域，包括 心理学、 社会的、 认知科学， 语言学， 自然语言加工， 用户界面设计， 计算机科学和自然发生智能(emergent intelligence)。 这些学科涵盖在人机互动 (HCI)范畴之下、是科学和人文学科的交叉。 创作优秀的交互式叙事系统的困难在于不同领域的专业人员之间的意识形态的差异：艺术家们不熟悉逻辑性和线性的计算机系统和程序员不愿意理解抽象的和未经验证的人文科学概念。

## 定义
什么特征能够将交互叙事从另一种形式的互動式多媒體区分出来是一个保守辩论的话题。交互性和故事讲述是两个多义词，并且短语"交互式叙事"本质上不能将其区别于其他种类的故事，因为许多叙事种类在某种程度上已经存在交互性。一些文献中使用的术语"交互式叙事"实际上是有关跨媒体叙事。这不是一种娱乐形式，而是为建设一个引人注目的跨平台品牌的营销战略。交互式叙事可以被定义为用户主动创造故事而不是被动接受创造好的故事。 在这个顶一下，用户可以在任何一个媒体下产生许多独特的戏剧性叙事。 交互式叙事的最终目标是完全由完全掌握叙事结构的人工智能代替人类进行叙事的创作（如全息甲板)。用分支故事和变量条件进行的研究项目被认为在同一类型研究中的实验原型。

## 进一步阅读
- Glassner, Andrew. . A. K. Peters. 2004-02-26. ISBN 978-1-56881-221-2.
- Crawford, Chris. . New Riders. 2005. ISBN 978-0-321-27890-6.
- Murray, Janet. . The MIT Press. 1997. ISBN 978-0-262-63187-7.
- Bhatty, Michael. . Shaker Verlag. January 1999. ISBN 978-3826567179.